# Louis Aimé Augustin Le Prince
Louis Aimé Augustin Le Prince  (n. 28 august 1841, Metz, Monarhia din Iulie – disp. 16 septembrie 1890, Dijon, A Treia Republică Franceză) a fost un inventator francez care a făcut primele filme.

## Filmografie
- Man Walking Around A Corner (LPCC Type-16)
- Roundhay Garden Scene (LPCCP Type-1 MkII)
- Traffic Crossing Leeds Bridge (LPCCP Type-1 MkII)
- Accordion Player (LPCCP Type-1 MkII)

## Viața
Le Prince nu a fost niciodată capabil să efectueze o demonstrație publică planificată în SUA, deoarece a dispărut în mod misterios dintr-un tren la 16 septembrie 1890. Trupul și bagajele sale nu au fost găsite niciodată, dar, un secol mai târziu, s-a găsit în arhiva poliției o fotografie a unui om înecat care ar fi putut fi el. Motivul dispariției sale variază. Teoriile includ o crimă planificată de Edison, sinucidere, homosexualitate secretă, dispariție intenționată pentru a începe o nouă viață și o crimă a fratelui său fără de voința mamei.

## Dispariția
Pe data de 16 septembrie 1890, acesta a dispărut în timp ce călătorea cu un tren de la Dijon la Paris. Bagajul său, ce se afla într-un compartiment separat, a dispărut de asemenea. 
Nevasta sa, Lizzie, care-l aștepta la casa pe care o închiriaseră în New York, a fost vizitată de un străin care s-a prezentat ca "Domnul Rose". El i-a cerut să-i vadă soțul. Când i s-a răspuns că acesta nu a ajuns, străinul a plecat aparent agitat. Mai târziu acesta a revenit la Lizzie, deghizat într-un lăptar. Aceasta i-a spus că îl recunoaște și l-a amenințat că va chema poliția, iar străinul a plecat.

## Vezi și
- Scena din grădina Roundhay